# La Tête dans le carton à chapeaux
Pour plus de détails, voir Fiche technique et Distribution.
La Tête dans le carton à chapeaux (Crazy in Alabama) est une comédie dramatique germano-américaine réalisée par Antonio Banderas et sortie en 1999.

## Synopsis
En 1965, Lucille va tenter sa chance à Hollywood, et s'affranchit des liens du mariage en tuant son odieux mari, mais âme sensible, elle emporte sa tête dans un carton à chapeaux, de quoi surprendre son neveu de 12 ans, Peejoe, témoin de ses folles aventures et des événements de l'été 1965 où les conflits interraciaux se multiplient en Alabama. Tous deux découvrent, chacun à sa façon, le prix de la liberté.

## Fiche technique
- Titre original : Crazy in Alabama
- Réalisation : Antonio Banderas
- Scénario : Mark Childress (en), d'après son propre roman du même nom
- Musique : Mark Snow
- Pays de production :  États-Unis et  Allemagne
- Langue originale : anglais
- Durée : 111 minutes
- Format : couleurs - 2,35:1 - Dolby Digital / SDDS
- Dates de sortie :
  - Italie : 9 septembre 1999 (Festival de Venise) ; 24 septembre 1999 (sortie nationale)
  - France : 6 octobre 1999
  - États-Unis : 22 octobre 1999
  - Allemagne : 18 novembre 1999

## Distribution
- Melanie Griffith  (VF : Michèle Buzynski)  : Lucille Vinson
- David Morse  (VF : Gabriel Le Doze)  : Dove Bullis
- Lucas Black  (VF : Donald Reignoux)  : Peejoe Bullis
- Meat Loaf  (VF : Jean-Claude Donda)  : le shérif John Doggett
- Cathy Moriarty  (VF : Michèle Bardollet)  : Earlene Bullis
- Rod Steiger  (VF : William Sabatier)  : le juge Louis Mead
- Richard Schiff  (VF : Patrick Messe)  : Norman
- John Beasley  (VF : Benoît Allemane)  : Nehemiah Jackson
- Robert Wagner  (VF : Dominique Paturel)  : Harry Hall
- Madison Mason  (VF : Bernard Woringer)  : Alexander Powell
- Elizabeth Perkins : Joan Blake
- David Speck : Wiley Bullis
- Noah Emmerich : le shérif Raymond
- William Converse-Roberts  (VF : Lionel Henry)  : l'agent Murphy
- Louis Miller : Taylor Jackson
- Carl Le Blanc, III : David Jackson
- Fannie Flagg : Sally
- Paul Ben-Victor : Mackie
- Paul Mazursky : Walter Schwegmann
- Sandra Seacat : Meemaw
- Brad Beyer : Jack
- Linda Hart : Madelyn